# Friedberger Polizeiordnung
Die Friedberger Polizeiordnung war ein bis zum Jahr 1900 geltendes Partikularrecht in den Gebieten, die zum ehemaligen Herrschaftsbereich der Burggrafschaft Friedberg gehörten.

## Geschichte
Durch die Ereignisse des Dreißigjährigen Kriegs sah sich die Burggrafschaft veranlasst, auch im Bereich der öffentlichen Ordnung ihre Herrschaft wieder herzustellen. Der damalige Burggraf von Friedberg, Hans Eitel Diede zum Fürstenstein, griff dabei auf ältere Verordnungen zurück, stellte diese zusammen und leitete einen Konsultationsprozess ein, bei dem die Pfarrer und die Greben (Gemeindevorsteher) einbezogen und aufgefordert wurden, ihre Kommentare zu dem Gesammelten Material abzugeben. Dieses ließ er redaktionell bearbeiten und legte es dem Regiments-Convent, der „Regierung“ der Burggrafschaft, vor. Diese verabschiedete die Friedberger Polizeiordnung am 3. Dezember 1679.
Bereits 1698 – und erneut 1703 und 1723 – beklagte der „Regiments-Convent“, dass kaum noch gedruckte Exemplare der Friedberger Polizeiordnung vorlägen. Aber erst 1729 erschien die zweite (und letzte) Auflage.
Dieses Sonderrecht behielt im 19. Jahrhundert seine Geltung auch während der Zugehörigkeit der ehemaligen Burggrafschaft zum Großherzogtum Hessen. Das Partikularrecht wurde zum 1. Januar 1900 von dem einheitlich im ganzen Deutschen Reich geltenden Bürgerlichen Gesetzbuch abgelöst.

## Geltung

### Materielles Recht
Die Friedberger Polizeiordnung behandelte überwiegend Verwaltungs-, Polizei- und Ordnungsrecht. Insofern blieb für den weiten Bereich des Zivilrechts das Solmser Landrecht die – wenn auch subsidiär angewendete – Hauptrechtsquelle. Bei darüber hinaus gehenden Regelungslücken war weiter das Gemeine Recht anzuwenden.

### Örtliche Geltung
Die Friedberger Polizeiordnung galt in der Herrschaft der Burg Friedberg. Diese umfasste
- die Burg Friedberg mit
  - Burg,
  - Vorstadt und
  - Jägerhaus.
- das Freigericht Kaichen.

### Sekundärliteratur
- Arthur Benno Schmidt: Die geschichtlichen Grundlagen des bürgerlichen Rechts im Großherzogtum Hessen. Curt von Münchow, Giessen 1893.